# Megmaradási tétel
A fizikában a megmaradási tétel azt állítja, hogy valamely mérhető fizikai mennyiség nem változik a fizikai rendszer időbeli fejlődése során, azaz az illető fizikai mennyiség megmaradó mennyiség. A megmaradási tételek egy része, sőt az általános relativitáselmélet és a kozmológia legutóbbi eredményei szerint talán a többsége nem általános érvényű. Bizonyos kölcsönhatások esetén érvényesek csak, van amelyik több kölcsönhatás esetén is érvényes, van, ami csak kevesebb esetén. A következő megmaradási tételek fordulnak elő a fizikában:

## A téridő mennyiségeire vonatkozó megmaradási tételek

### Nem sérülő szimmetriák
- energiamegmaradás – a relativitáselméletben a négyesimpulzus-megmaradás része, az időeltolási szimmetria következménye
- impulzusmegmaradás – a relativitáselméletben a négyesimpulzus-megmaradás része, a tér eltolhatóságának (homogenitás) következménye
- az impulzusmomentum megmaradása, a tér elforgathatóságának (izotrópia) következménye

### Sérülő szimmetriák
- a paritás megmaradása
- a töltésparitás megmaradása
- szuperszimmetria

### Csak a klasszikus mechanikában használható, szimmetriához nem kötődő megmaradási tétel
- tömegmegmaradás – közelítő, tapasztalati tétel, egyébként a tömeg az energia egy formája

### Új megmaradó mennyiséghez nem kapcsolódó szimmetriák
- időtükrözés
- CPT-szimmetria
- Lorentz-invariancia

## "Belső" mennyiségekre vonatkozó megmaradási tételek

### Általánosan érvényes megmaradási tételek
- az elektromos töltés megmaradása
- a mágneses fluxus megmaradása
- a színtöltés megmaradása
- a barionszám megmaradása

### A gyenge kölcsönhatásban sérülő szimmetriák és megmaradási tételek
- a CP-szimmetria
- a kvarkíz-szimmetria
  - az izospin-szimmetria
  - a ritkaság megmaradása
  - a báj megmaradása
  - a bottom-szám megmaradása
  - a top-szám megmaradása

### Csak az erős kölcsönhatás megmaradási tétele
- a teljes izospin megmaradása

### Sérülő megmaradási tételek
- a gyenge izospin-szimmetria spontán sérül
- a leptoníz-szimmetria (neutrínóoszcilláció)
  - a leptonszám megmaradása
    - az elektronszám megmaradása
    - a müonszám megmaradása
    - a tauszám megmaradása

## Globális és lokális szimmetriák
Egy fizikai rendszer megmaradó tulajdonsága megmaradhat lokálisan, vagy globálisan. A lokális megmaradáshoz a tulajdonságnak az egyik helyről a másikra kell áramlania és nem egyszerűen csak eltűnni egy helyen és megjelenni egy másikon, mint a globális megmaradás esetén.
A lokális megmaradás esetén a tulajdonsághoz kötődik egy kölcsönhatás egy közvetítővel (makroszkopikus esetben erőtörvénnyel). Ilyen például az elektromos töltés megmaradása, amihez az elektromágneses tér (foton) és az elektromágneses kölcsönhatás (például Coulomb-törvény) kapcsolódik és ami a lokális mértékszabadságnak, egy lokális U(1)-szimmetriának a következménye.
Nem ilyen például az impulzusmomentum megmaradása, ami egy globális forgatással szembeni invarianciából következik. Két gyorsan forgó – azaz impulzusmomentummal rendelkező – test között azonban nem lép fel pusztán a forgásuk miatt erőhatás.

## Noether-tétel
Ha a fizikai rendszer egy Lagrange-függvénnyel leírható, akkor a Noether-tétel szerint a megmaradási törvény ekvivalens egy folytonos szimmetriatranszformációval szembeni invarianciával.
Például ha az {\displaystyle {\mathcal {L}}(q_{1},q_{3},q_{4},\dots ;{\dot {q}}_{1},{\dot {q}}_{2},{\dot {q}}_{3},{\dot {q}}_{4},\dots ;t)} Lagrange-függvény csak az egyik általános koordináta idő szerinti {\displaystyle {\dot {q}}_{i}} deriválttól függ, de nem függ magától az általános {\displaystyle q_{i}} koordinátától, akkor az általánosított impulzus
{\displaystyle p_{i}={\frac {\partial {\mathcal {L}}}{\partial {\dot {q}}_{i}}}}
egy megmaradó mennyiség. Ez egy speciális esete a Noether-tételnek, s az ilyen koordinátákat ciklikusaknak nevezzük.
Amennyiben a Lagrange-függvény nem függ expliciten az időtől, akkor a rendszer energiája lesz egy megmaradó mennyiség.